# Les Enquêtes d'Hercule Poirot
Les Enquêtes d'Hercule Poirot (Poirot Investigates) est un recueil de nouvelles policières d'Agatha Christie, paru en mars 1924. Le recueil regroupe plusieurs affaires élucidées par le détective belge Hercule Poirot, assisté de son ami le capitaine Hastings, narrateur des nouvelles.
Ce recueil, initialement spécifiquement français et publié en 1968, est une adaptation partielle du recueil britannique et américain Poirot Investigates, publié respectivement en 1924 et 1925. Il reprend neuf des onze nouvelles du recueil britannique. En 1990, la nouvelle édition française du recueil reprend l'intégralité du recueil original britannique.

## Composition du recueil français (1968)
1. L'Aventure de l'Étoile de l'Ouest (The Adventure of the Western Star)
2. La Tragédie de Marsdon Manor (The Tragedy at Marsdon Manor)
3. L'Aventure de l'appartement bon marché (The Adventure of the Cheap Flat)
4. Le Mystère de Hunter's Lodge (The Mystery of Hunter's Lodge)
5. Vol d'un million de dollars de bons (The Million Dollar Bond Robbery)
6. L'Aventure du tombeau égyptien (The Adventure of the Egyptian Tomb)
7. L'Enlèvement du Premier ministre (The Kidnapped Prime Minister)
8. Le Crime de Regent's Court (The Adventure of the Italian Nobleman)
9. L'Énigme du testament de M. Marsh (The Case of the Missing Will)

## Suppléments de l'édition de 1990
En 1990, dans le cadre de la collection « Les Intégrales du Masque », paraît une nouvelle traduction qui reprend à l'identique la composition du recueil américain. En plus des neuf nouvelles du recueil de 1968, cinq nouvelles sont rajoutées :
1. Vol de Bijoux à l'Hôtel Métropole (The Jewel Robbery at the Grand Metropolitan), publiée en 1986 dans Marple, Poirot, Pyne... et les autres
2. La Disparition de M. Davenheim (The Disappearance of Mr Davenheim), publiée en 1971 dans Allô, Hercule Poirot
3. La Femme voilée (The Veiled Lady), publiée en 1974 dans Le Bal de la victoire
4. La Mine perdue (The Lost Mine), publiée en 1974 dans Le Bal de la victoire
5. La Boîte de chocolats (The Chocolate Box), publiée en 1974 dans Le Bal de la victoire

## Éditions
- (en) Poirot Investigates, Londres, The Bodley Head, 1924, 310 p.
- (en) Poirot Investigates, New York, Dodd Mead and Company, 1925, 282 p.
- Les Enquêtes d'Hercule Poirot, Paris, Librairie des Champs-Élysées, coll. « Le Masque » (no 1014), 1968, 191 p. (ISBN 2-7024-2169-5)
- Les Enquêtes d'Hercule Poirot, Paris, Librairie des Champs-Élysées, coll. « Club des Masques » (no 96), 1976, 183 p. (ISBN 2-7024-0042-6)
- L'intégrale : Agatha Christie, t. 1 : Les années 1920-1925, Paris, Librairie des Champs-Élysées, coll. « Les Intégrales du Masque », 1990, 1312 p. (ISBN 2-7024-2086-9)[1]